# 臺北市政府秘書處媒體事務組
臺北市政府秘書處媒體事務組（簡稱媒體事務組、媒事組），隸屬於臺北市政府秘書處，前身為「臺北市政府發言人室」。目前編制有十四位成員（含兩位發言人和副發言人），而半數以上是記者出身的，負責與市長相關之政策及重大市政建設訊息發布、新聞媒體聯繫、緊急新聞事件之處理及輿情蒐集等事宜。

## 歷任發言人兼秘書
| 任別 | 姓名   | 圖片 | 就職時間       | 卸任時間       | 備註                         |
| ---- | ------ | ---- | -------------- | -------------- | ---------------------------- |
|      | 羊曉東 |      |                |                |                              |
|      | 趙心屏 |      |                |                |                              |
|      | 張其強 |      | 2011年         |                |                              |
|      | 林鶴明 |      |                | 2017年1月7日   | 轉任總統府發言人             |
|      | 劉奕霆 |      | 2017年1月26日  | 2019年8月12日  | 轉任臺北市政府觀光傳播局局長 |
|      | 周台竹 |      | 2018年8月14日  | 2020年7月27日  |                              |
|      | 陳智菡 |      | 2020年7月26日  | 2022年12月25日 |                              |
|      | 羅旺哲 |      | 2022年12月25日 | 2023年2月4日   |                              |
|      | 殷瑋   |      | 2023年3月31日  | 2025年3月18日  |                              |
|      | 李政軒 |      | 2025年3月18日  | 現任           |                              |

## 歷任副發言人兼專員
| 姓名   | 就職時間       | 卸任時間       | 備註                                 |
| ------ | -------------- | -------------- | ------------------------------------ |
| 黃大維 |                |                |                                      |
| 劉奕霆 | 2016年7月22日  | 2017年1月26日  |                                      |
| 陳思宇 | 2017年5月2日   | 2018年1月17日  | 轉任臺北市政府觀光傳播局局長         |
| 林筱淇 | 2018年4月9日   | 2018年7月14日  | 2018年8月1日轉任柯文哲競選辦公室團隊 |
| 柯昱安 | 2018年12月25日 | 2019年8月12日  | 轉任臺北市政府秘書處媒體事務組研究員 |
| 陳冠廷 | 2018年12月25日 | 2020年6月1日   |                                      |
| 戴文   | 2019年9月2日   | 2021年1月31日  |                                      |
| 林珍羽 | 2020年7月27日  | 2021年10月31日 | 從臺北市政府原住民族事務委員會借調   |
| 黃瀞瑩 | 2018年12月25日 | 2021年11月22日 |                                      |
| 魏佑任 | 2021年2月5日   | 2022年12月25日 |                                      |
| 魏文元 | 2022年3月12日  | 2022年12月25日 |                                      |
| 蔡畹鎣 |                |                |                                      |
| 徐政璿 |                |                |                                      |
| 蕭羽耘 |                |                |                                      |
| 李政軒 |                | 2025年3月18日  |                                      |
| 郭音蘭 |                | 2025年3月18日  |                                      |
| 葉向媛 |                | 現任           |                                      |
| 蔡畹鎣 | 2025年4月1日   | 現任           |                                      |
| 魏汶萱 | 2025年4月1日   | 現任           |                                      |

## 歷任專員或組員
| 任別 | 姓名   | 就職時間       | 卸任時間      | 備註                         |
| ---- | ------ | -------------- | ------------- | ---------------------------- |
|      | 邱昱凱 |                | 2015年9月24日 |                              |
|      | 葉芝邑 | 2014年12月25日 | 2017年3月17日 | 轉任中華文化總會媒體部專員。 |
|      | 柯昱安 | 2017年4月10日  | 2018年7月6日  | 轉任柯文哲競選辦公室團隊。   |
|      | 黃瀞瑩 | 2018年5月10日  | 2018年8月31日 | 轉任柯文哲競選辦公室團隊。   |

## 組織職掌

### 目標任務
- 適時發布新聞向外界說明重要施政理念及政策方向，促進市政建設透明化。
- 重視輿情及民意反映，加強重要市政資料蒐集及與本府各局處之聯繫，供作決策參考。

### 組室介紹
- 本組掌理與市長相關之政策及重大市政建設訊息發布暨記者會之舉行、新聞聯繫及緊急新聞事件之處理等事項。

## 組織架構與權管業務

### 新聞發布
- 發布市長每日公開行程。
- 市長行程之採訪、撰發、聯繫等事項。
- 本府各單位重要新聞聯繫協調事項。
- 記者會之舉辦事項。
- 媒體專訪市長等事項。

### 輿情收集
- 市政新聞資料之撰發及蒐集事項。
- 市政輿情蒐集及分析。

### 媒體聯繫
- 辦理媒體聯繫活動，說明本府政策與施政績效。

## 外部連結
- 臺北市政府秘書處 （页面存档备份，存于）